# SS-Ehrenring

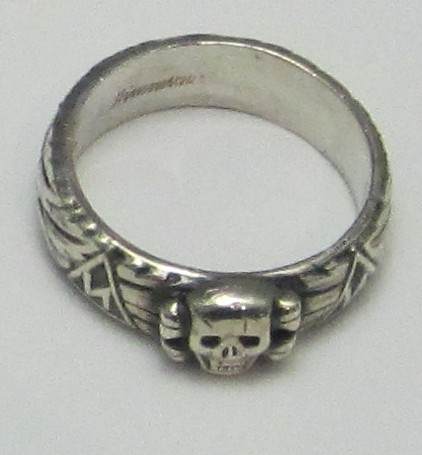
Totenkopfring für SS-Angehörige (Nachbildung)

Der SS-Totenkopfring oder SS-Ehrenring galt als Ehrenzeichen der Schutzstaffel (SS) im Dritten Reich. Neben dem Ring gab es auch den SS-Ehrendegen und den SS-Ehrendolch. Die Verleihung dieser privaten Auszeichnungen hatte nach einem Regelwerk zu erfolgen, das von Heinrich Himmler persönlich verfügt worden war.

## Allgemeines

Schematische Darstellung des Rings mit dem Totenkopf, der „Siegrune“, „Hagalrune“ (Glauben), dem „Heilszeichen“ (Doppelrune für Wohlstand, Glück, und Erfolg) und Hakenkreuz (v. l. n. r.)

Ursprünglich war der Ring eine eher private Auszeichnung Himmlers für frühe SS-Angehörige. Später wurde der Ring an alle SS-Angehörigen verliehen, welche die SS-Führerschulen bzw. die SS-Junkerschule erfolgreich abgeschlossen hatten.
Der Ring wurde durch den späteren SS-Gruppenführer Karl Maria Wiligut im Auftrag Himmlers entworfen. Gearbeitet war er in Silber, trägt aber keine entsprechenden Punzierungen. Er zeigt auf seiner Stirnseite einen Totenkopf mit gekreuzten Knochen. Auch waren einige Runenzeichen hinzugefügt, um die „germanischen Tugenden“ des Trägers zu stärken. Auf der Innenseite war eingraviert: S. lb. ... (gelesen als: Seinem lieben und es folgte der Name des Trägers); dabei wurde nur der Familienname des Trägers eingraviert. Darauf folgte: H. Himmler und das Verleihungsdatum. 
Obwohl keine offizielle Parteiauszeichnung, war der Ehrenring bei SS-Angehörigen äußerst begehrt. Im Zweiten Weltkrieg gehörten durch die zusehends inflationäre Vergabe das gesamte SS-Führerkorps einschließlich der Führer der Waffen-SS und der Gestapo zum Kreis der Ringinhaber.

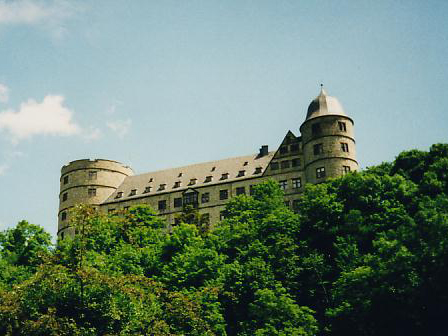
Die Wewelsburg

Als sich die Kriegsniederlage abzeichnete, ließ Himmler die Wewelsburg, den Aufbewahrungsort der Ringe, durch den damals 25-jährigen SS-Hauptsturmführer Heinz Macher sprengen. Ringe von gestorbenen Trägern wurden bis zum Januar 1945 an den RFSS Himmler zurückgesandt, danach häufig mit dem Träger begraben. Insgesamt sind etwa 16.000 Ringe vergeben worden.

## Bedeutung des Rings
Zusätzlich erhielt jeder, der den Ring verliehen bekam, ein Standardschreiben von Himmler, in dem die Bedeutung des Rings beschrieben wurde. Demnach war der Totenkopfring ein

„Zeichen unserer Treue zum Führer, unseres unwandelbaren Gehorsams gegen unsere Vorgesetzten und unserer unerschütterlichen Zusammengehörigkeit und Kameradschaft. Der Totenkopf ist die Mahnung, jederzeit bereit zu sein, das Leben unseres Ichs einzusetzen für das Leben der Gesamtheit. Die Runen dem Totenkopf gegenüber sind Heilszeichen unserer Vergangenheit, mit der wir durch die Weltanschauung des Nationalsozialismus erneut verbunden sind. [...] Bekränzt ist der Ring von Eichenlaub, den Blättern des alten deutschen Baumes.“

Der Ring sei „käuflich nicht erwerbbar“, dürfe „nie in fremde Hände kommen“ und falle nach „Ihrem Ausscheiden aus der SS oder aus dem Leben“ zurück an Himmler.